# 邓韦根城堡

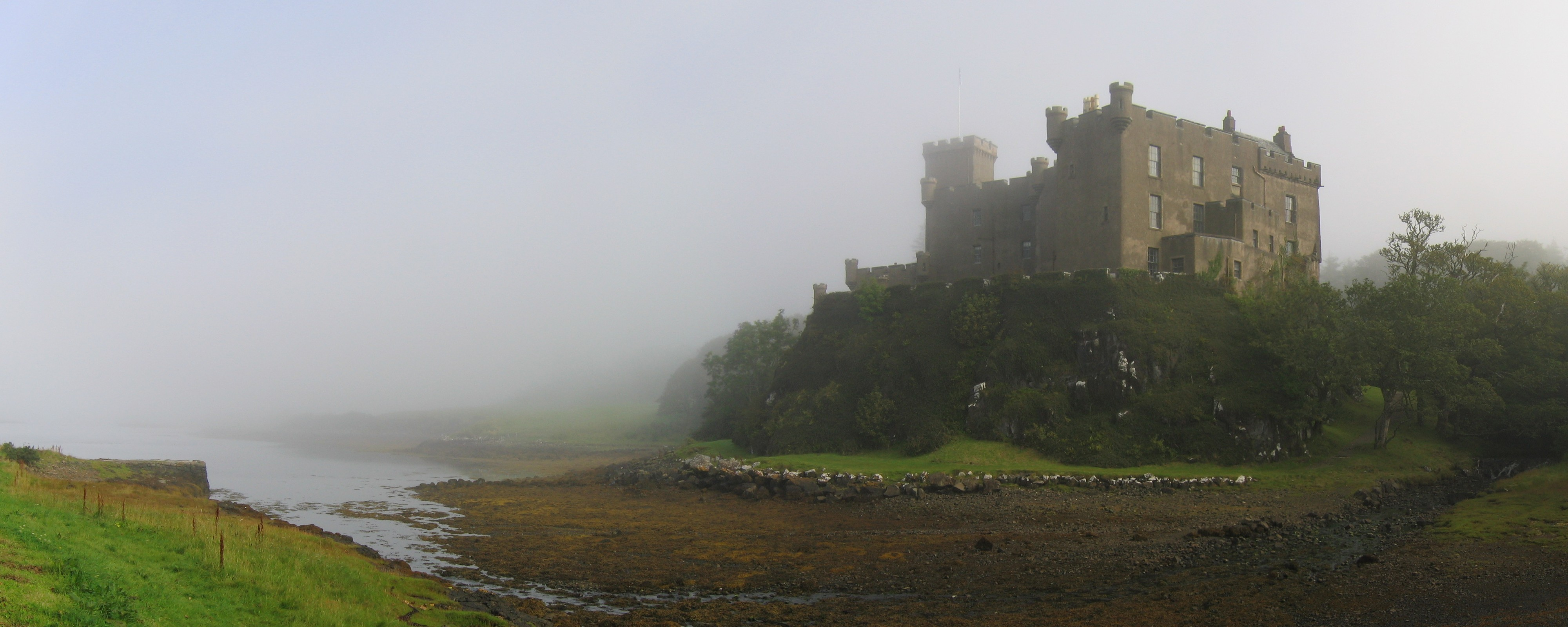
邓韦根城堡

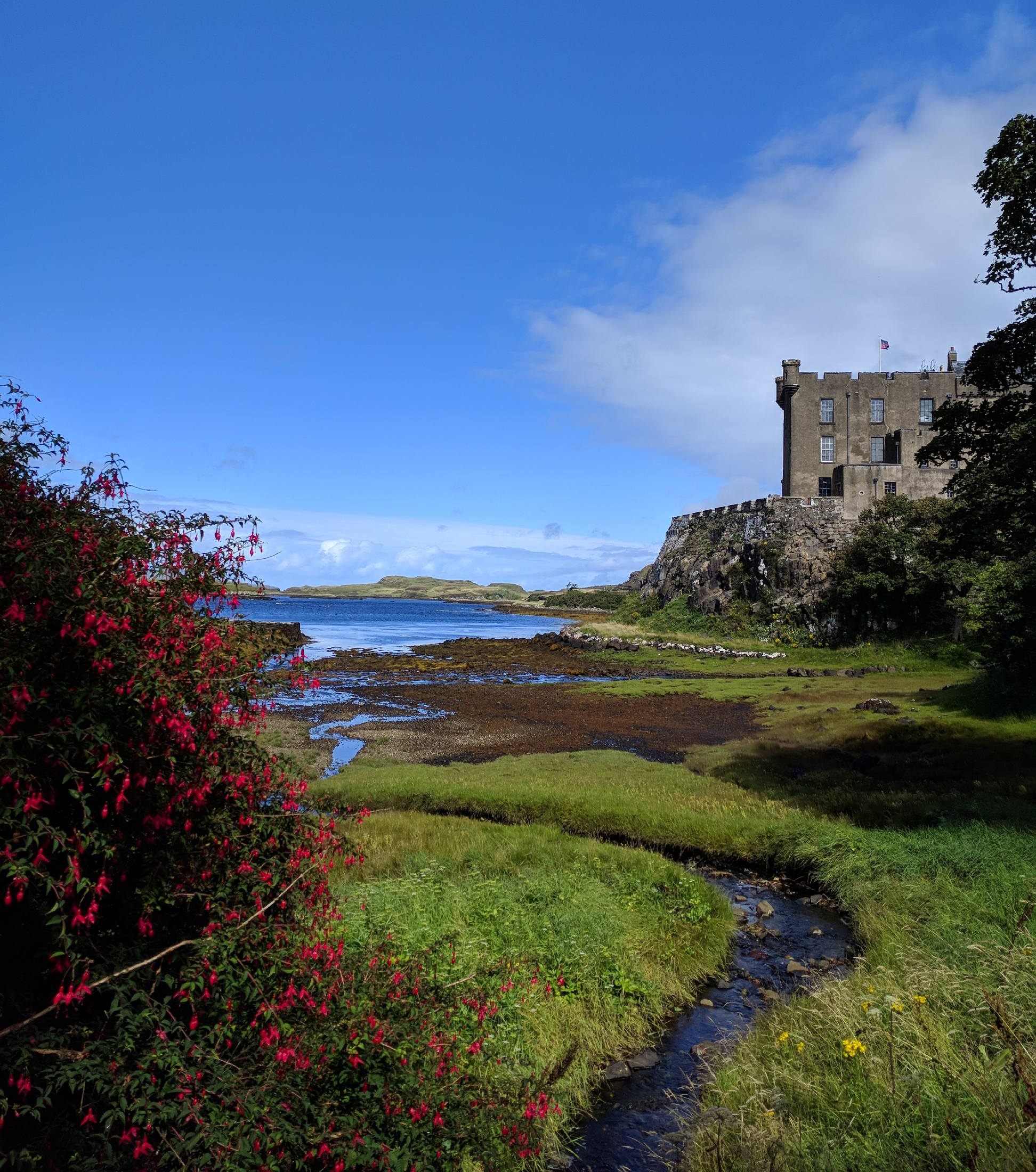
夏天在邓韦根城堡外的美麗景觀

邓韦根城堡（英語：Dunvegan Castle）是一座位于苏格兰西海岸斯凯岛邓韦根的一座城堡。这是麦克劳德家族首领麦克劳德的麦克劳德所在地。邓韦根城堡是苏格兰一直有人居住的最古老的城堡，并成为麦克劳德家族的中心地近800年。最初的设计是为了禁止人们进入，于1933年首次向游客开放。从那时起，邓韦根一直评为苏格兰最佳旅游景点之一并支撑斯凯岛西北部当地经济。 
目前，游客可以在城堡和高地的庄园观光，搭乘游船在邓韦根湖看海豹群地或鱼，留宿在庄园的农舍中，在4家店铺浏览。在该地区的活动包括散步、钓鱼、观光、购物、旅游等。
沃尔特·司各特爵士，塞繆爾·詹森，英国女王伊丽莎白二世和日本明仁天皇都访问过邓韦根城堡。

## 仙女旗
该城堡有很多珍藏，其中最主要的是“仙女旗”（Fairy Flag）、“邓韦根杯”（Dunvegan Cup），以及“莫爾爵士號角”（Sir Rory Mor's Horn）。
仙女旗由丝绸制成，颜色为黄色或棕色，尺寸约为18英寸（46厘米）。据说起源于远东，因此非常珍贵，有人试图将旗子与十字军东征联系在一起,据说也被不列颠群岛的维京领袖使用过。
旗帜上有许多传统和故事，其中大部分涉及其神奇的属性和神秘的起源。据说旗帜起源于：从仙女给酋长婴儿的礼物；打败邪灵的奖励。
关于仙女旗的各种法力包括：增加部族军队的能力；拯救宗族生命的能力；能够治愈牛的瘟疫；增加生育机会的能力以及将鲱鱼带到邓韦根的湖泊的能力。一些传统认为，如果旗帜被展开并挥动三次以上，那么它将会消失，或永远失去它的力量。